# Girolamo Baruffaldi
(G. Baruffaldi, Il Canapajo, vv. 14-25)
Girolamo Baruffaldi (Ferrara, 17 luglio 1675 – Cento, 31 marzo 1753 (o 1755)) è stato un presbitero, poeta e letterato italiano, noto anche per la fabbricazione di clamorosi falsi filologici localistici.

## Biografia

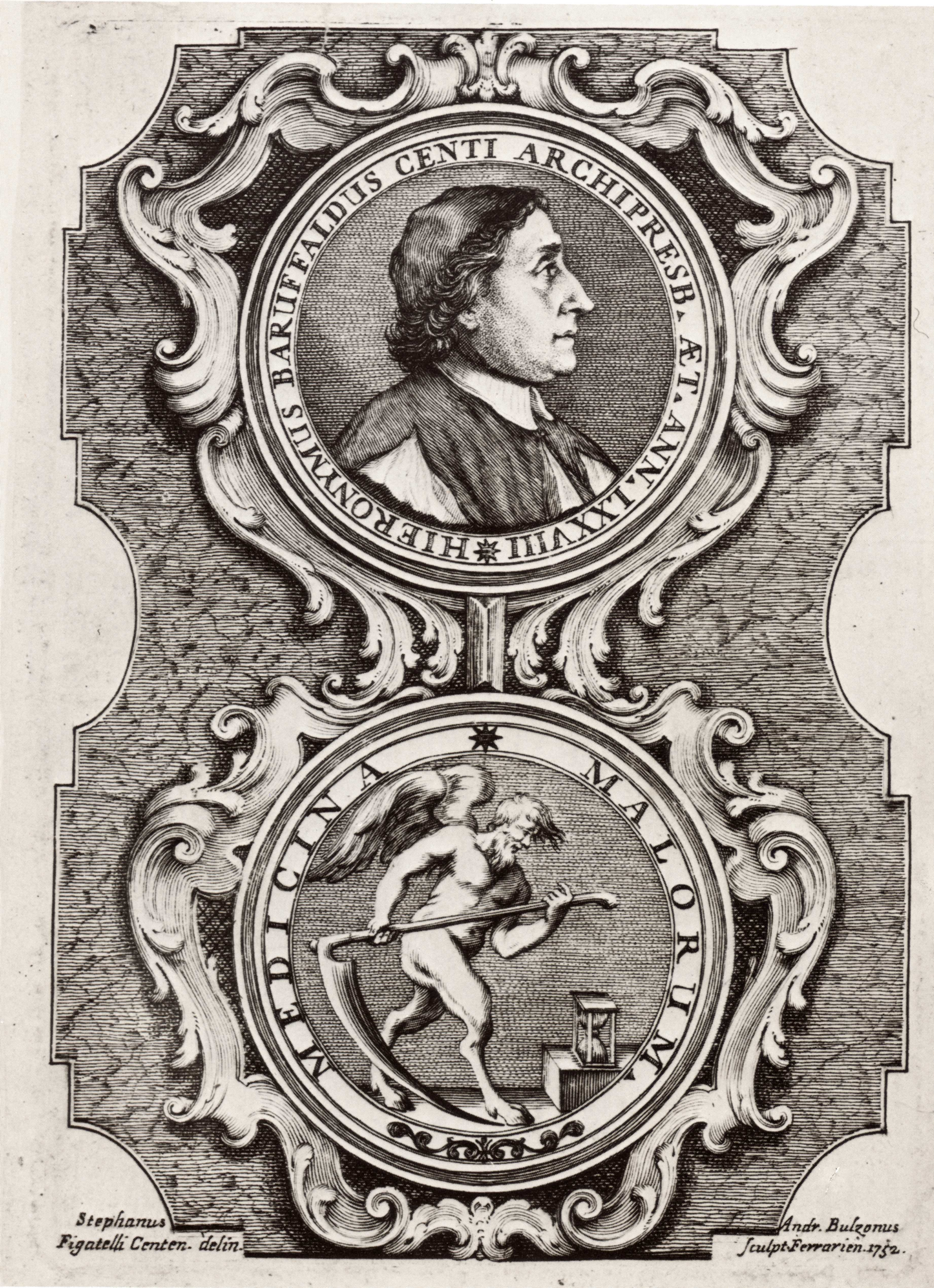
Andrea Bolzoni - Ritratto di Girolamo Baruffaldi - incisione datata 1752

Nato nel 1675 da una nobile famiglia di Ferrara, dopo aver abbracciato la vita consacrata coltivò gli studi di archeologia e di storia, dedicandosi prevalentemente alla poesia.
Scrisse una “Storia di Ferrara”,  il “Commentario storico – erudito”, e le “Vite dei pittori e scultori ferraresi”. 
Conobbe Ludovico Antonio Muratori durante una disputa tra lo Stato della Chiesa e il Duca di Modena sui diritti per Comacchio. Il Baruffaldi sosteneva le tesi dello Stato della chiesa, ma fu accusato di aver passato al Muratori documenti favorevoli alla tesi avversaria, per cui dovette passare in esilio nel Veneto alcuni anni. 

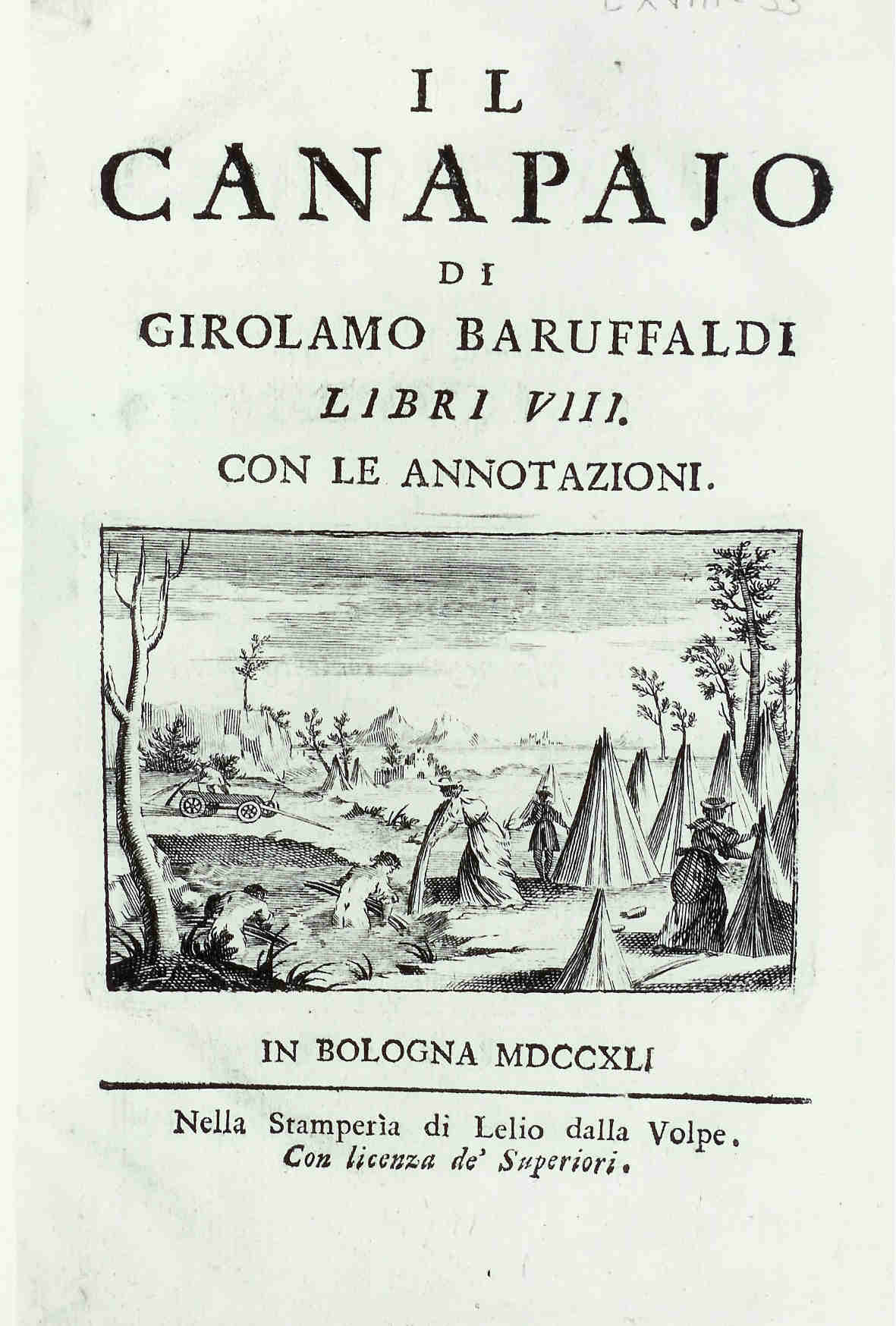
Frontespizio de Il Canapaio, tratto da Biblioteca I tempi della terra

Compose un poema in otto libri intitolato Il Canapaio, con una grande attenzione agli aspetti agronomici della coltivazione della canapa, che rivestiva una grande importanza per l'agricoltura della zona di Cento e che trovava largo impiego per gli usi della flotta veneziana.
Redasse l'antologia "Rime scelte dei poeti ferraresi" (1713): frammisto a materiale autentico e noto, c'è un buon numero di testi attribuiti a ferraresi più o meno illustri, ma tutti usciti dalla penna del Baruffaldi. I presunti rimatori ferraresi dei primi secoli trovarono estimatori di rango come Foscolo e Carducci, e ingannarono Leopardi che aprì la "Crestomazia poetica" con due leggiadrissimi sonetti spacciati da Baruffaldi come di Brunelleschi e di Leonello d'Este, e lasciò filtrare nei "Canti" segni evidenti della lettura di una fortunatissima canzone macabra pseudoquattrocentesca.
Nell'ambito filologico viene ricordato come il più geniale falsario nel campo della letteratura antica.
Morì a Cento il 31 marzo 1753 o 1755.

## Opere
Opere principali
- Dissertatio de poetis Ferrariensibus (1698)
- Dell'istoria di Ferrara (1700)
- Commentario istorico-erudito all'iscrizione eretta nel Almo studio di Ferrara l'anno 1704 (1704)
- Rime scelte di poeti ferraresi antichi e moderni (1713)
- Baccanali (1722)
- Giocasta (Tragödie, 1725)
- La Diofebe (Tragödie, 1727)
- Il concilio de' pianeti (Serenata, 1729; musicata da Tomaso Albinoni)
- La via della croce (1732)
- Il poeta (Commedia 1734)
- Grillo (1738)
- Il Canapajo (1741)
- Canzoni anacreontiche (1743)
- L'Ezzelino (Tragedia 1743)

Altre opere
- La tabaccheide. Ditirambo, In Ferrara, Eredi di Bernardino Pomatelli, 1714
- Osservazioni critiche del dottor Girolamo Baruffaldi ferrarese (P. 1 - 199). nelle quali esaminandosi la lettera toccante le considerazioni del marchese Gian Giuseppe Orsi sopra la maniera di ben pensare..., In Venezia, Gio: Gabbriello Ertz, 1710
- Rime serie, e giocose. Opere postume dell'Arciprete Baruffaldi. aggiunte alla raccolta stampata in Ferrara da Francesco Pomatelli, Italia, s.n., 1794
- Baccanali di Girolamo Baruffaldi, v. 1 (P. 1 - 135). 2. edizione ampliata, e corretta, In Bologna, Lelio dalla Volpe, 1758
- Baccanali di Girolamo Baruffaldi, v. 1 (P. 136 - 272). 2. edizione ampliata, e corretta, In Bologna, Lelio dalla Volpe, 1758
- Notizie istoriche delle Accademie Ferraresi. Aggiunti in fine alcuni sonetti dello stesso autore, In Ferrara, Eredi di Giuseppe Rinaldi, 1787
- La visione sacra. Poemetto, Torino, Michel Angelo Morano, 1797
- Il canapajo. Libri 8. con le annotazioni, In Bologna, Lelio Dalla Volpe, 1741
- Lettera difensiva di Messer Antonio Tibaldeo da Ferrara. Al Signor Dottore Lodovico Antonio Muratori da Modena, S.l., s.n., 1709?